# Едкауч (Тексас)
Едкауч (енгл. Edcouch) град је у америчкој савезној држави Тексас. По попису становништва из 2010. у њему је живело 3.161 становника.

## Демографија
Према попису становништва из 2010. у граду је живело 3.161 становника, што је 181 (5,4%) становника мање него 2000. године.
| Група             | 2000.         | 2010.         |
| Белци             | 76 (2,3%)     | 67 (2,1%)     |
| Афроамериканци    | 21 (0,6%)     | 10 (0,3%)     |
| Азијати           | 0 (0,0%)      | 0 (0,0%)      |
| Хиспаноамериканци | 3.246 (97,1%) | 3.091 (97,8%) |
| Укупно            | 3.342         | 3.161         |